# Cinema Novo
Ne doit pas être confondu avec Cinéma Nova ou Novo Cinema.

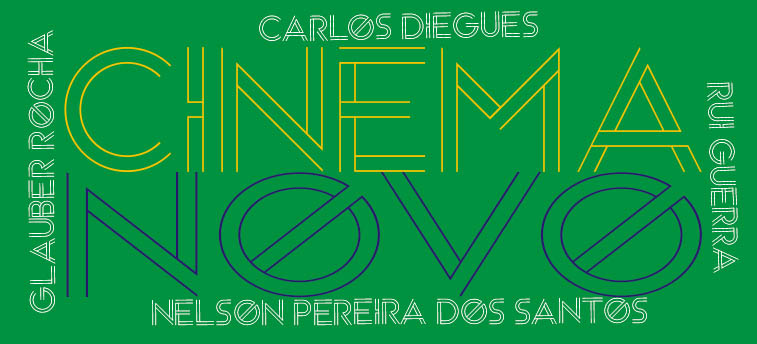
Cinema Novo.

Cinema Novo est un mouvement cinématographique brésilien auquel appartenaient plusieurs réalisateurs brésiliens des années 1950 et 1960 qui a d'abord été influencé par le néoréalisme italien puis la Nouvelle Vague française. 
Les membres les plus représentatifs du cinema novo sont Glauber Rocha, Nelson Pereira dos Santos, Carlos Diegues et Joaquim Pedro de Andrade rejoints ensuite par Walter Lima Júnior et Ruy Guerra. Leurs films représentent la réalité sociale du pays, son passé historique ainsi que la pauvreté, à la fois dans les grandes villes et dans la désolation du Nordeste. Ils sont en rupture avec les films grandiloquents sur le thème du carnaval et des comédies paysannes qui résumaient la production cinématographique brésilienne avant les années 1950 à cause de la concurrence du cinéma des États-Unis. Ils créent même une société de production Difilm qui va très bien marcher. 
Son influence touche toujours le cinéma brésilien actuel et est palpable dans des films comme Central do Brasil de Walter Salles (1998) ou de La Cité de Dieu (Cidade de Deus) de Fernando Meirelles (2002).

## Films représentatifs duCinema Novo
- 1955 : Rio, 40° (Rio, 40 Graus) de Nelson Pereira Dos Santos
- 1958 : O Grande Momento de Roberto Santos
- 1959 : Aruanda de Linduarte Noronha
- 1961 : Barravento de Glauber Rocha
- 1962 : La Plage du désir (Os cafajestes) de Ruy Guerra
- 1962 : Les Fusils (Os Fuzis) de Ruy Guerra
- 1963 : Ganga Zumba de Carlos Diegues
- 1963 : Le Dieu noir et le Diable blond (Deus e o Diabo na Terra do Sol) de Glauber Rocha
- 1964 : Sécheresse (Vidas Secas) de Nelson Pereira Dos Santos
- 1965 : A Falecida (La morte) de Leon Hirszman
- 1965 : O Desafio de Paulo Cesar Saraceni
- 1967 : Terre en transe (Terra em Transe) de Glauber Rocha
- 1969 : Antonio das Mortes de Glauber Rocha
- 1969 : Les Héritiers (Os Herdeiros) de Carlos Diegues
- 1969 : Macunaima de Joaquim Pedro de Andrade
- 1970 : Les Dieux et les Morts (Os Deuses e os Mortos) de Ruy Guerra
- 1972 : Les Conspirateurs (Os Inconfidentes) de Joaquim Pedro de Andrade

### Filmographie
- Eryk Rocha, Cinema Novo, film documentaire, 2016, 1h30. Ce film relate l'histoire du mouvement, et contient de nombreuses interviews des réalisateurs Nelson Pereira dos Santos, Glauber Rocha, Leon Hirszman, Joaquim Pedro de Andrade, Ruy Guerra, Walter Lima Jr. ou encore Paulo César Saraceni.